# Lapithas steenstrupi
Lapithas steenstrupi är en ringmaskart som beskrevs av Johan Gustaf Hjalmar Kinberg 1866. Lapithas steenstrupi ingår i släktet Lapithas och familjen Syllidae. Inga underarter finns listade i Catalogue of Life.